# دبلیوزد. ۲۸

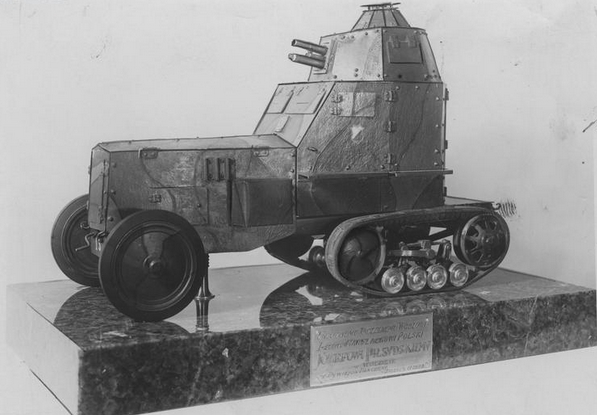
یک نمونک متعلق به سال ۱۹۳۲، اهدایی به مارشال یوزف پیلسودسکی

خودرو زرهی نمونه سال ۱۹۲۸ (به لهستانی: Samochód pancerny wz. 28) (اختصاری wz. 28) یک خودرو چرخ‌دار زره‌پوش لهستانی است که در دهه ۲۰ میلادی بر اساس خودروهای زرهی فرانسوی تولید و به خودرو زرهی اصلی ارتش لهستان تبدیل شد. در طی سال‌های بعد تصمیم گرفته شد این خودرو به خاطر حفاظت اندک و سرعت پایینش به کارخانه بازگردانده شود تا به نمونه دبیلوزد. ۳۴ تبدیل گردد.

## تاریخچه
هنگامی که در سال ۱۹۱۸ لهستان استقلال خود را به دست آورد طیف وسیعی از خودروهای زرهی بسیاری را از امپراتوری‌های آلمان و اتریش به ارث برده بود. در طی جنگ لهستان-شوروی نیز تعدادی خودرو زرهی روسی توسط لهستانی‌ها به غنیمت گرفته شدند که در طول دهه ۲۰ ضعف و عقب ماندگی این خودروها مشخص بود. در سال ۱۹۲۴ لهستان ۱۳۵ شاسی نیم زنجیر را از فرانسه خرید که تعدادی به خودرو همه جا رو و ۹۰ عدد به خودرو زرهی تبدیل شدند.
دبلیوزد. ۲۸ متأثر از طراحی فرانسوی‌ها بود و در کارخانه مرکزی خودروسازی ساخت آن آغاز گشت. دو پیش نمونه اولیه در سال ۱۹۲۵ تحویل داده و تا سال ۱۹۳۰ تمامی نود خودرو دیگر ساخته شدند. در طول ساخت تغییراتی اندکی مانند افزودن زره شیب دار رخ داد و خودرو در دو نوع مختلف تولید شد: یک نوع از آن مسلح به توپ ۳۷ میلی‌متری پوتوکس اس‌آ ۱۸ بود و نوع دیگر از مسلسل هاچکیس بهره می‌برد. تا سال ۱۹۳۹ به جز ۳ یا ۴ نمونه که برای تمرین در مراکز تمرینی نگهداری می‌شدند باقی خودروها به دبیلوزد. ۳۴ تبدیل شده بودند.